# 게오르크 틴트너
게오르크 베른하르트 틴트너(Georg Bernhard Tintner) (1917년 5월 22일 – 1999년 10월 2일)는 오스트리아 빈 출신의 지휘자이자 작곡가이다.

## 생애
어린 시절 빈 소년 합창단에서 활동했다. 빈 국립 음악원에서 요제프 마르크스와 펠릭스 바인가르트너에게 각각 작곡과 지휘를 공부했다. 그 후 빈 국민오페라(폴크스오퍼)의 부지휘자가 되었다.
1938년 나치의 유태인 박해로 뉴질랜드의 오클랜드로 도피한다. 그 후 케이프 타운 시립 오케스트라, 사들러스 웰즈 오케스트라를 거쳐서 오스트레일리아 오페라단의 음악 감독과 퀸즐랜드 극장의 음악 감독을 맡았다.
1987년 캐나다로 가 심포니 노바 스코샤의 지휘자가 되고, 다음 해 캐나다 명예 시민이 된다. 1999년 10월 2일, 6년간의 암 투병 끝에 11층 아파트에서 뛰어내려 자살했다.

## 음악
틴트너는 최근 가장 뛰어난 브루크너 지휘자중 하나라고 평가받고 있다. 낙소스에서 그가 죽은 직후 나온 브루크너 전집(1995-98년)은 중요한 연주들 중의 하나이다. 낙소스에서는 틴트너의 기념반 "Tintner Memorial Edition" 이 나오고 있다.

## 작품
틴트너는 다음과 같은 작품을 남겼다.
- 바이올린 소나타
- 쇼팽 주제에 의한 변주곡
- 피아노 소나타
- 슬픔의 음악(Trauermusik)
- 전주곡
- 현악 사중주와 고음을 위한 엘립스(ellipse)

그밖의 합창곡, 독창곡과 오케스트라를 위한 곡이 있다.

## 음반
낙소스에서 나온 음반들은 다음과 같다.
- 브루크너 교향곡 전집 (습작인 00번과 미발표 유작 0번, 3번과 4번 교향곡의 아다지오와 피날레 개정 악장들의 별도 녹음들을 포함함. 1-3번과 8번은 미개정판 악보 사용)
- 틴트너 메모리얼 에디션 (CBC에서 실황녹음 혹은 스튜디오 제작한 음반들을 음원으로 함. 현재 심포니 노바 스코샤 연주로 제작된 열 종류가 발매되고 있으며, 캐나다 국립 청소년 관현악단과 만든 실황은 녹음 자료들의 상태가 좋지 않다는 이유로 무기한 발매 연기 상태임)
- 게오르크 틴트너 작품집 (바이올리니스트 린 초량(초량린)과 피아니스트 헬렌 황. 수록곡 모두 세계 최초 녹음)

그 외 음반사의 음반들은 다음과 같다.
- 브루크너: 교향곡 제 6번 (보후슬라프 마르티누 필하모닉 오케스트라. 오이로디스크)
- 브루크너: 교향곡 제 8번 (1887년 미개정판의 북미 초연 실황. 캐나다 국립 청소년 관현악단. 쥬발. LP로만 제작됨)
- 베토벤: 에그몬트 서곡, 웰링턴의 승리, 교향곡 제 5번 (브라스 앙상블용 편곡. 캐나디언 브라스와 보스턴 교향악단+뉴욕 필의 금관 주자들. 필립스)
- 후기 낭만파 음악들(Late Romantics): 레즈니첵, 피츠너, 갈, 훔퍼딩크, 모라베츠의 관현악 작품집 (심포니 노바 스코샤. CBC 레코드)
- 돈 케이: 그 곳은 섬 (오스트레일리아 로스니 어린이 합창단과 태즈메이니아 교향악단. ABC 클래식스)